# 罗家屯镇
罗家屯镇，是中华人民共和国河北省唐山市迁西县下辖的一个乡镇级行政单位。

## 行政区划
罗家屯镇下辖以下地区：
罗一村、罗二村、罗三村、罗四村、丰富庄村、青水岭村、长岭峰村、新店村、史家峪村、东寨村、金家沟村、下梨树峪村、核桃园村、郭家沟村、吴家沟村、沙涧村、水泉村村、西寨村、二拔子村、上梨树峪村、墙板峪村、范家峪村、小尹庄村和米峪口村。